# Mikel Nieve
Mikel Nieve Iturralde  (Leiza, Navarra, 26 de mayo de 1984) es un exciclista navarro que se retiró en el año 2022 tras 15 temporadas en activo y su último equipo fue el Caja Rural-Seguros RGA.
Debutó como profesional en 2008 con el equipo Orbea-Oreka SDA. Desde 2009 compitió con el Euskaltel-Euskadi hasta que en 2013 pasó al nuevo Euskaltel Euskadi. Fue el mejor corredor aficionado español de 2007 (2.º en la Copa de España de Ciclismo), lo que hizo que en 2008 pasase a profesionales en el equipo filial del Euskaltel-Euskadi (Orbea-Oreka SDA). Su buen primer año como profesional produjo que ascendiese al primer equipo gracias al ser el mejor del Orbea en multitud de pruebas durante ese año.
Tras su primer año de adaptación a la máxima categoría pronto destacó en la Vuelta a España 2010 pese a ir como gregario de su líder Igor Antón. Manteniendo desde esa fecha una buena regularidad en carreras de esas características. De hecho, debido a su buen hacer en las etapas montañosas (donde ha ganado una etapa reina en la Vuelta a España y otra en el Giro de Italia) su peor resultado en una Gran Vuelta ha sido el 23.º, conseguido en el Tour de Francia 2018 a pesar de perder mucho tiempo en la especialidad de contrarreloj.

## Biografía

### Ciclismo aficionado
Como aficionado, desde 2003 hasta 2007, corrió en el Caja Rural del Club Ciclista Burunda, uno de los equipos más potentes dentro del ciclismo amateur vasco-navarro.
En sus primeros cuatro años obtuvo modestos resultados a destacar solamente una victoria en 2004 del Premio Sallurtegi en Salvatierra perteneciente al Trofeo Lehendakari y en 2006 el tercer puesto en el Campeonato de Navarra sub-23, en Javier.
En 2007 ya ganó pruebas importantes como el Memorial Valenciaga y la Cursa Ciclista del Llobregat, ambas puntuables para una Copa de España de Ciclismo en la que terminó segundo. Completando su palmarés amateur de ese año con victorias en Elgeta y Alsasua entre otros buenos resultados y puestos de honor. Además, participó en varias carreras profesionales destacando en la Clásica Memorial Txuma (octavo) y Vuelta a Navarra (noveno).
Sus buenos resultados en 2007, que hicieron que fuera calificado como uno de los mejores del campo aficionado de España, facilitaron su fichaje por la Fundación Euskadi, responsable del Euskaltel-Euskadi (de categoría UCI ProTour), para debutar como profesional en su filial Orbea-Oreka SDA de categoría Continental (3.ª categoría).

### Ciclismo profesional

#### 2008: debut profesional en el Orbea

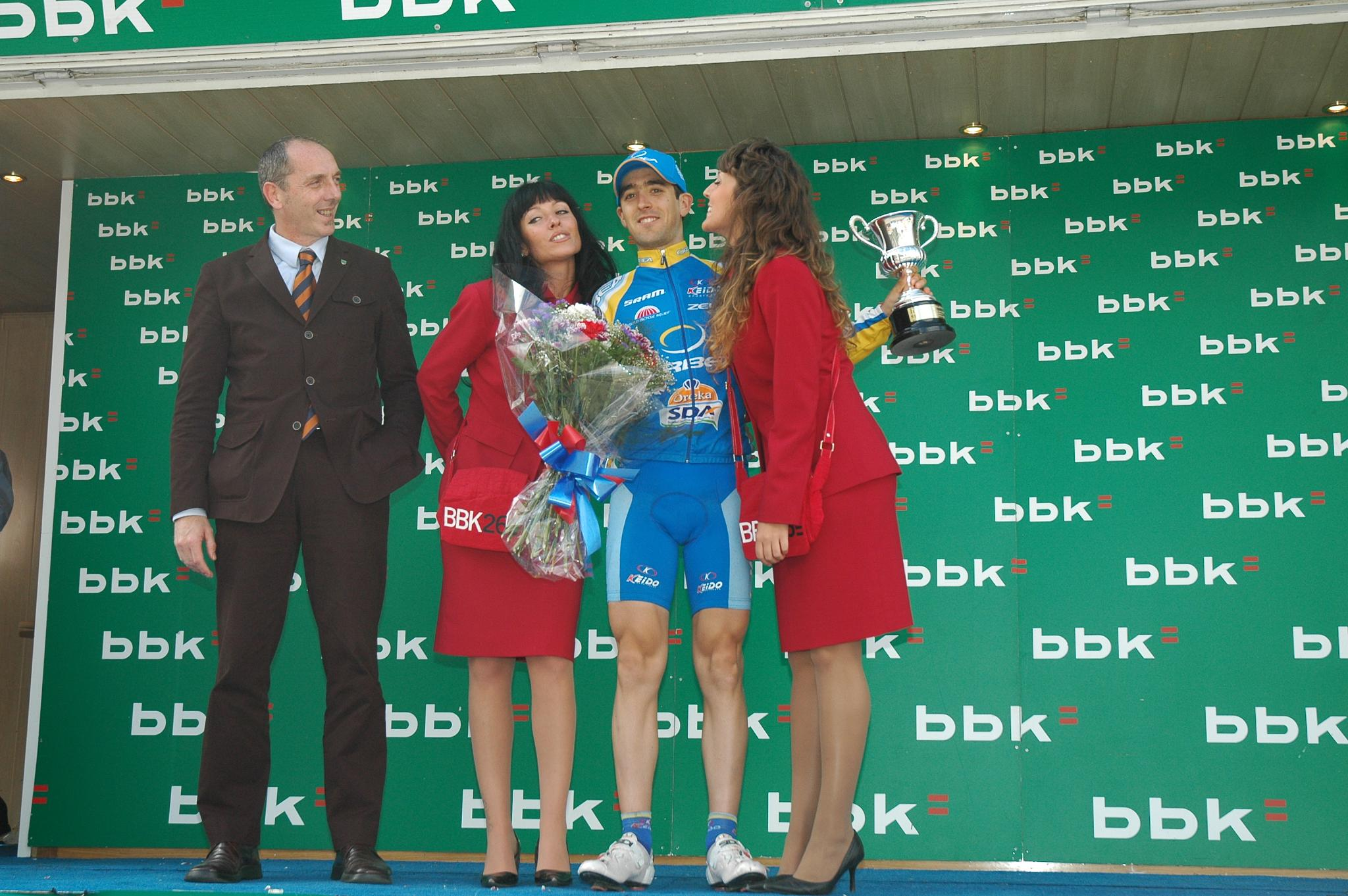
Mikel Nieve recogiendo el trofeo al mejor neoprofesional de la Bicicleta Vasca 2008.

Su temporada de debut mantuvo una buena regularidad siendo muchas veces el mejor de su equipo en las carreras que disputó. A destacar el 19.º puesto en la Bicicleta Vasca, una carrera de la máxima categoría del UCI Europe Tour, en la que la mayoría del resto de equipos, excepto el Burgos Monumental, eran de categoría superior al Orbea: 3 UCI ProTour (1.ª categoría) y 8 Profesionales Continentales (2.ª categoría) recibiendo el premio al mejor neoprofesional de la prueba.
Otros de sus resultados destacados se produjeron en otras carreras vascas de similares características de participación, aunque esta vez de un solo día y de menor categoría, la Klasika Primavera y la Subida a Urkiola, al terminar 12.º, siendo de nuevo el mejor clasificado del equipo. Finalizó la temporada con su mejor puesto del año, un tercer puesto en la carrera de menor nivel del Cinturó de l'Empordá.
A mediados de la temporada Miguel Madariaga, presidente de la Fundación Euskadi, anunció que Mikel Nieve subiría al finalizar la temporada al primer equipo, el Euskaltel-Euskadi, tras la buena temporada realizada.

#### 2009: debut en el UCI ProTour
Al poco de debutar en la máxima categoría destacó en el Trofeo Buñola de la Challenge Ciclista a Mallorca al finalizar séptimo y ocho días después con un quinto puesto en la 4.ª etapa de la Vuelta a Andalucía. Finalizó ese buen inicio de temporada tres semanas después con un noveno puesto en la 4.ª etapa de la Vuelta a Murcia siendo sus mejores puestos de la temporada.
En el mes de abril corrió la Vuelta al País Vasco, carrera de máxima categoría y uno de los grandes objetivos del equipo, donde entró en la preselección de nueve corredores y logró desbancar del equipo al experimentado Íñigo Landaluze. Tras disputar las cinco primeras etapas de esa carrera no tomó la salida de la contrarreloj final de Zalla, para un día después formar parte de la alineación del equipo naranja en la Klasika Primavera.
En el mes de junio participó, en otra carrera de máxima categoría, el Critérium de la Dauphiné Libéré, acompañando a varios de los ciclistas que poco después formarían el bloque del conjunto naranja en el Tour de Francia. Logró acabar la prueba como el tercer mejor corredor del equipo, el 42.º a 28'04" del ganador Alejandro Valverde, en su equipo solo superado por los corredores experimentados Mikel Astarloza e Igor Antón puesto meritorio para un corredor debutante en carreras de máximo nivel de estas características con alta montaña y con más de 50 km contrarreloj (hasta esa fecha el máximo de kilómetros contrarreloj disputados en una carrera profesional fue de 21,2 en la prueba de menor categoría de la Vuelta a la Comunidad de Madrid 2008) y a pesar de perder en la última etapa más de 10 minutos debido al cansancio acumulado.
Sus últimas pruebas fueron en España en las que no destacó especialmente siendo su mejor puesto el 15.º en la Clásica de Ordizia. Acabó su temporada a principios del mes de agosto, en la Vuelta a Burgos siendo el mejor del equipo en esa prueba acabando en la 25.ª posición.
Al finalizar la temporada fue tercer corredor que menos días de competición tuvo del equipo con 47, como suele ser habitual en los corredores debutantes en la máxima categoría.

#### 2010: líder del equipo improvisado en la Vuelta a España

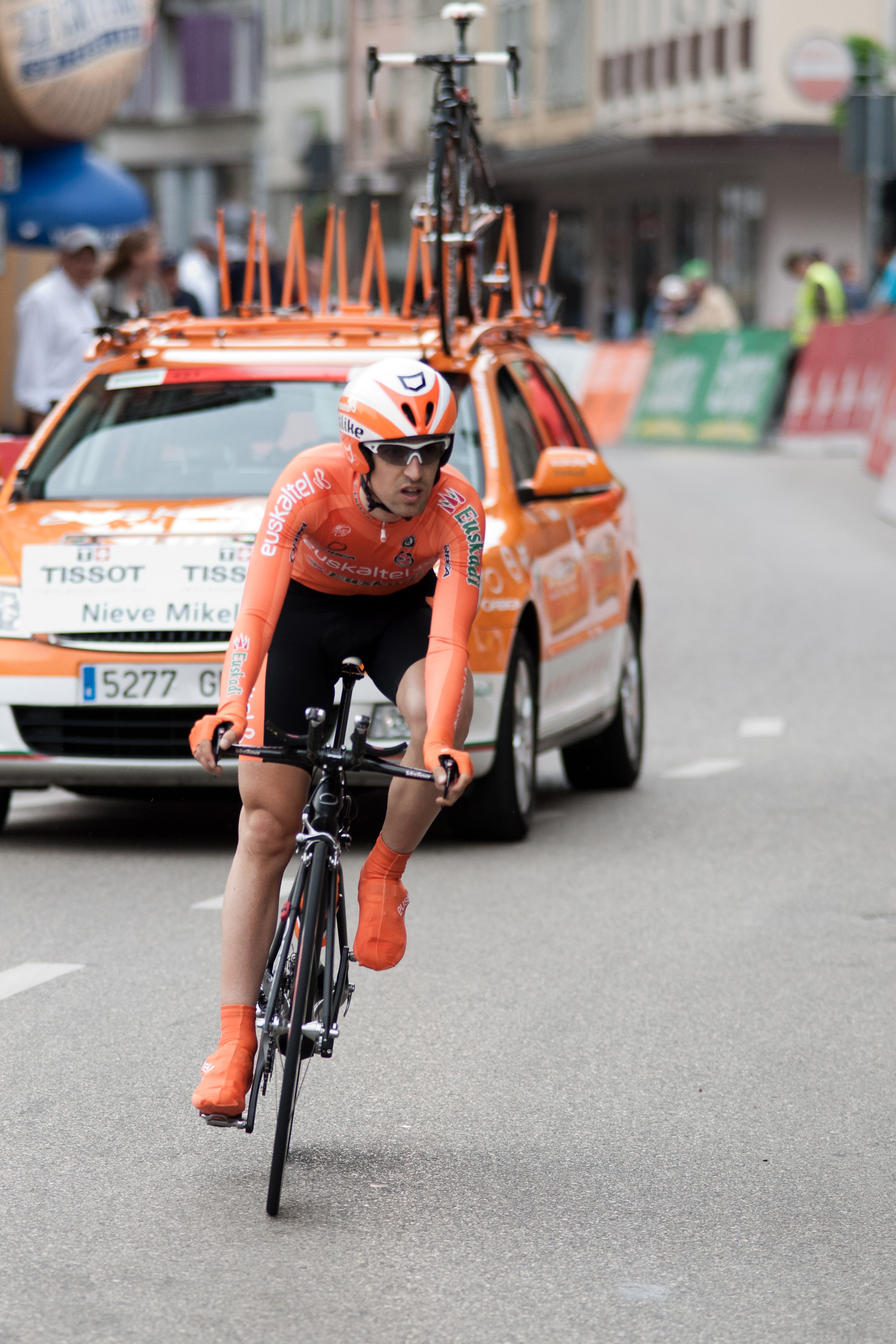
Mikel Nieve en el Tour de Romandía 2010.

Como el año anterior destacó en una de las pruebas de la Challenge Vuelta a Mallorca, esta vez fue en el Trofeo Inca en el que finalizó cuarto. Un mes después participó en la París-Niza, donde en la cuarta etapa fue uno de los seis integrantes de la escapada de la jornada (siendo alcanzados a 11 kilómetros de meta), prueba que logró acabar.
Durante el resto de la temporada no destacó especialmente, en parte debido a que su calendario se basó en carreras del UCI World Ranking y de la máxima categoría del UCI Europe Tour aunque logró ser el segundo mejor del equipo en la prueba de media-montaña y con casi 30 km contrarreloj del Tour de Romandía al acabar 41.º. Su segundo mejor puesto hasta el mes de agosto cuando fue el 12.º en una prueba de menor categoría que la anterior, en la Vuelta a la Comunidad de Madrid, gracias al noveno puesto conseguido en la última etapa montañosa con final en La Morcuera ya en plena preparación para la Vuelta a España.

##### Vuelta y últimas carreras de la temporada: salto a la fama
En el mes de septiembre debutó en la Vuelta a España, cuyas etapas asturianas preparó sobre el terreno en el mes de agosto junto a los que serían sus jefes de filas Igor Antón y Beñat Intxausti.
En la Vuelta a pesar de perder tiempo en la contrarreloj por equipos inicial, concretamente 51 segundos (24 más que su equipo) debido al mal rendimiento de Intxausti que acabó por abandonar en la 15.ª etapa y a la caída de Igor en la 14.ª etapa, Nieve, debido a su puesto en el top-20, se quedó como líder del equipo. En la etapa reina con final en Cotobello (16.ª etapa) consiguió filtrarse en la escapada buena de la jornada con ayuda de su compañero de equipo Amets Txurruka atacando a más de 50 km de meta y uniéndose finalmente con otro compañero de equipo, Juan José Oroz, que marchaba en un grupo delantero. Ambos trabajaron en favor de Nieve y este respondió escapándose en la última ascensión y llegando en solitario para conseguir de esta manera su primera victoria como profesional y dejándolo muy cerca del "top ten" de la carrera a tan solo 6' 30" del nuevo líder, Joaquim Rodríguez. A poco de su victoria, en pleno transcurso de la Vuelta, renovó por dos temporadas más.
Días más tarde, en la última etapa montañosa (20.ª etapa) repitieron la misma táctica, pero con los papeles cambiados, ya que esa vez fue el propio Nieve el que ayudó a Txurruka a intentar ganar la etapa atacando a poco más de 50 km y uniéndose de nuevo con Oroz que marchaba por delante, sin embargo el pelotón les dio caza en la última ascensión a Navacerrada a pesar de los intentos de Txurruka en marcharse en solitario. A pesar de estar entre los mejores en esa última etapa montañosa con final en la Bola del Mundo, en la que ayudó a Txurruka, no pudo entrar entre los 10 primeros debido a que en la contrarreloj de la 17.ª etapa perdió más de 3 minutos respecto a los que luchaban por esos puestos: Carlos Sastre, Thomas Danielson y Luis León Sánchez, 8.º, 9.º y 10.º respectivamente. Por lo que finalmente fue 12.º a 10' 58" del ganador final, Nibali; y poco después ascendiendo un puesto más gracias a la desclasificación por dopaje de David García Dapena que acabó 11.º (puesto que cogió Mikel).
Tras finalizar la Vuelta fue considerado como una de las revelaciones de la ronda hispana debido a que hasta la fecha no había conseguido destacar en ninguna prueba importante ya que no había llegado a entrar ni entre los 40 primeros en ninguna competición de máxima categoría.
Después disputó unas últimas carreras de la temporada destacando su séptimo puesto en el Giro de Lombardía, tras haber trabajado para su líder en esa prueba, Samuel Sánchez.

#### 2011: Giro de Italia y Vuelta a España como objetivos
Nieve partió con los objetivos de estar en plena forma en el Giro de Italia y en la Vuelta a España, para ayudar a su líder Igor Antón. Sobre todo en la segunda ya que el objetivo era ganar la ronda española con Igor. Por ello antes del Giro apenas destacó siendo su mejor puesto el octavo conseguido en el G. P. de Llodio.

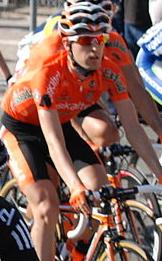
Mikel Nieve en el Giro de Italia 2010.

##### Giro: de nuevo etapa reina y 11.º en la general
En el Giro de Italia salvó con creces una de las etapas más complicadas de la primera semana con tramos sin asfaltar llegando en el grupo delantero de una veintena de corredores e incluso atacando en la parte final. Sin embargo, aún estaba en puestos retrasados en la clasificación general debido a que su equipo quedó último en la contrarreloj por equipos de la 1.ª etapa (en la que Mikel no se descolgó, al contrario que en la Vuelta a España del pasado año), concretamente el 32.º a 1'15" del líder en ese momento Pieter Weening, ganador de la mencionada etapa.
Ya en las etapas montañosas progresivamente consiguió adelantar puestos repitiendo la actuación de su última Gran Vuelta. Primero trabajando a favor de su líder, que logró la victoria, y acabando séptimo en esa etapa con final en el alto del Monte Zoncolan. Un día después de la etapa del Zoncolan ganó la etapa reina, la 15.ª, con final en Gardeccia/Val di Fassa, tras ser el mejor de la escapada de 18 que se formó casi de salida tras más de 7 horas encima de la bicicleta y superando en el último puerto al experimentado Stefano Garzelli. Gracias a esa victoria se situó quinto en la general superando a su compañero de equipo Igor Antón, teórico jefe de filas, que en esa etapa reina cedió 7 minutos. Dicha etapa fue catalogada como una de las más dura de la historia con 6100 metros de desnivel ascendente acumulado y según palabras del dominador del Giro, Alberto Contador: la etapa más dura de mi vida.
Sin embargo, Mikel de nuevo se quedó fuera del top-ten de la general según sus palabras debido a un catarro que cogió el día de su victoria que le produjeron un bajón de rendimiento en la última semana, además de su pérdida de tiempo acumulada en las etapas contrarreloj. A pesar de que Antón, junto a Miguel Mínguez que venía de una escapada, le ayudase en la 20.ª etapa con final en Sestriere en busca de ese objetivo. Entre sus otros puestos finales destacó el cuarto en la clasificación de la montaña.
Tras la resolución del Caso Contador Mikel ascendió un puesto en todas las clasificaciones en las que Alberto quedó por delante de él.

##### Vuelta y final de la temporada
Tras su buen Giro inspecionó las etapas decisivas de la Vuelta a España junto a sus compañeros Igor Antón, Iñaki Isasi y Juan José Oroz No volviendo a competir hasta casi dos meses después de la finalización de la ronda italiana, concretamente en la Clásica de Ordizia. Como preparación para la Vuelta compitió en la mencionada clásica, en el Circuito de Guecho y en la Vuelta a Burgos. Mostrando ya en la ronda burgalesa un buen nivel al finalizar 10.º.
Al igual que en las anteriores Grandes Vueltas problemas de su jefe de filas, Igor Antón, hicieron que él se convirtiese en el líder del equipo. Debido a los 6 minutos perdidos en la contrarreloj de la 10.ª etapa respecto al ganador de la etapa y casi 3 respecto al ganador de la general, Juanjo Cobo, intentó remontar en la última semana. Para ello su equipo seleccionó la carrera en la 13.ª etapa a su paso por alto de Ancares logrando Nieve filtrarse en la escapada. Sin embargo, no pudo destacar especialmente en las etapas siguientes manteniendo una buena regularidad entre los mejores en las etapas de alta montaña pero sin opciones a victoria: 13.º en Angliru, 9.º en La Farrapona. Lagos de Somiedo y 6.º en Peña Cabarga. Y solamente estuvo al nivel de los mejores, Chris Froome y Juanjo Cobo, en la 19.ª etapa de media montaña con final en Bilbao que ganó su compañero Igor Antón, aunque tras el reagrupamiento posterior no pudo adelantar posiciones. A pesar de ello logró un mejor puesto que en sus anteriores Grandes Vueltas logrando la 10.º posición a 5' 33" del ganador.
Volvió a competir casi un mes después para disputar el Tour de Pekín, el Giro del Piemonte y su última carrera de la temporada: el Giro de Lombardía. Sin embargo no destacó en ninguna de las tres pruebas solo llegando a finalizar Pekín en un discreto 50.º lugar.

#### 2012: uno de los líderes del equipo
Debido a sus buenos resultados de cara a 2012 los dirigentes decidieron darle un rol de más protagonismo nombrándole líder único del equipo en el Giro de Italia, mientras el resto de corredores importantes se iban a concentrar en el Tour de Francia (Samuel Sánchez) y Vuelta a España (Igor Antón). Por ello tuvo inicio de temporada tranquilo y con pocas exigencias, donde tendría que empezar a dar un buen nivel en la Vuelta a Castilla y León en el mes de abril, con el fin de llegar bien a ese objetivo. Sin embargo, no logró buenos puestos y llegó al Giro sin conseguir resultados destacables.
En la prueba italiana apenas destacó en las dos primeras semanas, de hecho su mejor puesto fue un noveno en la séptima etapa. Aunque poco a poco logró remontar logrando de nuevo una buena actuación, en el que aunque no consigue ninguna etapa, vuelve a hacer top ten con su décimo puesto en la clasificación general, tras perder un puesto en la contrarreloj final de Milán con Sergio Henao. Destacable fue el rendimiento de Mikel Nieve en la etapa reina, donde fue superado al comienzo del puerto final, el Paso Stelvio, por Thomas de Gendt, que acabaría ganando la etapa en una exhibición. Así, logró un notable 10.º puesto para lograr el objetivo establecido.
Acabado el Giro y aprovechando su buen estado de forma semanas más tarde participó en la Vuelta a Suiza, logrando quedar 5.º en la general, a solo 40 segundos del vencedor final, Rui Costa. En ella el escalador navarro demostró su valentía dando la cara cuando la carretera se empinaba, logrando así un segundo y un tercer puesto en las etapas 8 y 2 respectivamente.

#### 2013: debut en el Tour, desaparición de Euskaltel y fichaje por Sky
En 2013, compitió en su primer Tour de Francia. Fue progresando cada vez más y acabó duodécimo en la clasificación general. Tuvo una destacada actuación en algunos puertos míticos como Mont Ventoux o Alpe d'Huez. También se le vio ayudar en algunas etapas a Alberto Contador.
Al final de esta temporada, el equipo Euskaltel-Euskadi desaparece. Mikel Nieve fue el primer corredor del equipo para encontrar un nuevo empleador para la próxima temporada: fue reclutado por el equipo británico Team Sky, ganador de los dos últimos Tours de Francia con Bradley Wiggins y Chris Froome, que lo contrató para dos años. Él está llamado a ser un gregario de lujo para sus líderes en las grandes vueltas, aunque también él sea el jefe de filas en algunas carreras, como puede ser la Vuelta a España.

#### 2014: gregario de lujo en Sky

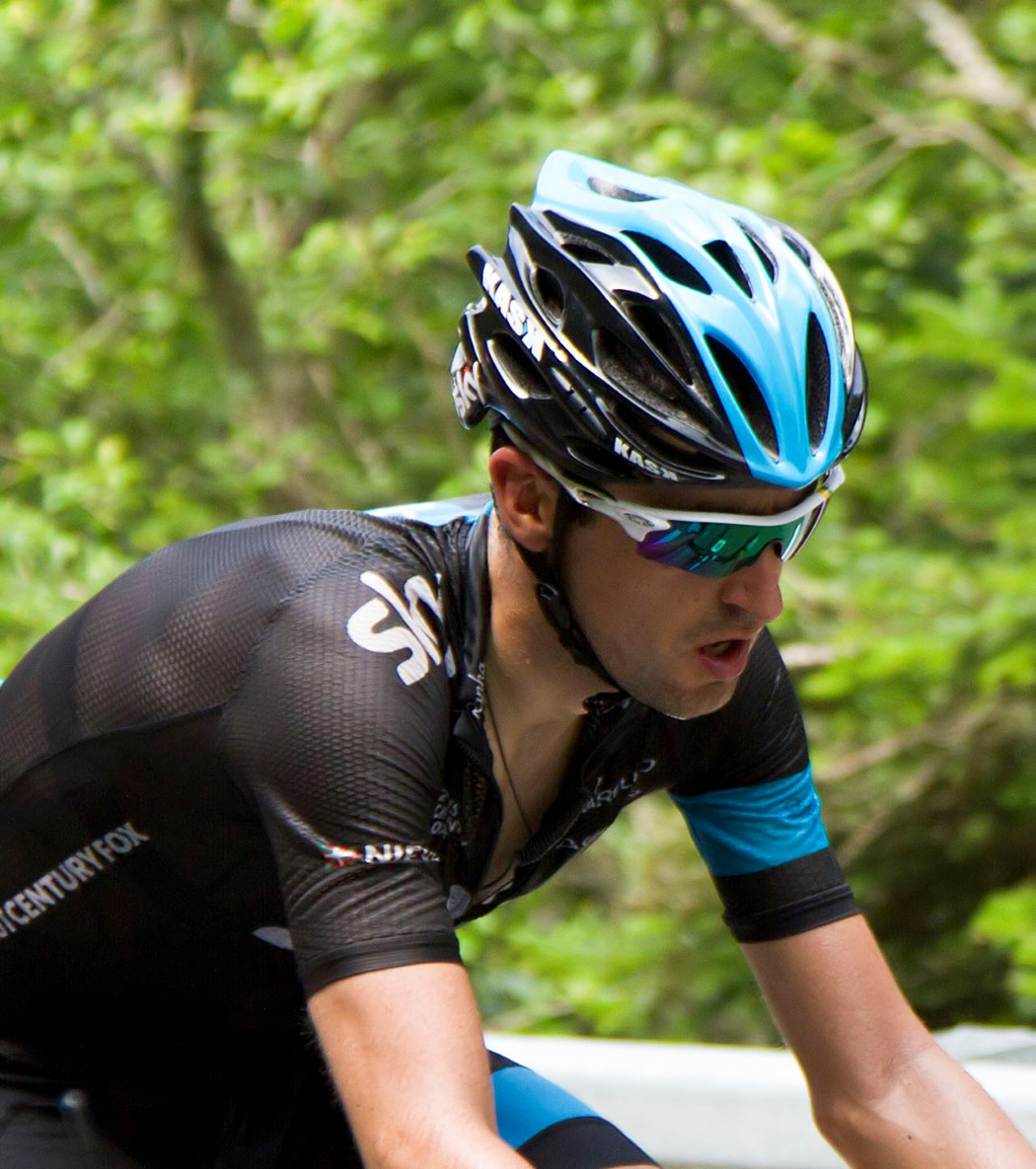
Mikel Nieve con el conjunto Team Sky.

Mikel Nieve comienza su temporada en el Tour de Omán 2014, ganado por su compañero Froome. En la Tirreno-Adriático, Nieve se convierte en líder del equipo, después de una lesión en la espalda que renunció a participar a Froome, y al abandono de Richie Porte. Toma la décima posición de la general después de perder cuatro lugares en la última etapa. Disputó la Vuelta a Cataluña, la Vuelta al País Vasco y el Tour de Romandía, ganado por Froome. Ocupa el primer lugar general en el Critérium du Dauphiné, hasta que un corte le produjo la pérdida del liderato. Nieve entonces tiene la oportunidad de probar suerte en la última etapa, que ganó. Él ocupó el octavo lugar general.
En el Tour de Francia 2014, Froome cae en la primera semana y abandona. El líder de reemplazo (Richie Porte) de la puerta se cae de nuevo y pierde toda posibilidad de victoria en la segunda semana. Nieve intenta "salvar" el fracaso del equipo en el Tour. Por tanto, se le designa el corredor más agresivo de la etapa 18, que conduce a Hautacam, pasando por el Col du Tourmalet. Ligeramente enfermo también, pero no es capaz de obtener la etapa. Terminó 18.º en la clasificación general.
Posteriormente del Tour, acabó en cuarto lugar en la Clásica de San Sebastián en agosto. De nuevo vuelve a ser un gregario de lujo de Froome, durante la Vuelta a España. Froome terminó segundo en la Vuelta detrás de Alberto Contador, en el duelo que no se pudo ver en el Tour, debido al abandono del madrileño también en la ronda gala por caída, y Nieve finalizó duodécimo. Inicialmente fue preseleccionado por Javier Mínguez para los Campeonatos del Mundo de 2014, disputados en su país, en Ponferrada, aunque última instancia fue descartado, acabando así su temporada.

#### 2022: Retirada
En agosto de 2022 anunció que se retiraría al final de la temporada tras haber vuelto ese mismo año al Caja Rural-Seguros RGA.

## Palmarés
2010
- 1 etapa de la Vuelta a España

2011
- 1 etapa del Giro de Italia

2014
- 1 etapa del Critérium del Dauphiné

2016
- 1 etapa del Giro de Italia, más clasificación de la montaña

2018
- 1 etapa del Giro de Italia

## Resultados

### Grandes Vueltas
Durante su carrera deportiva consiguió los siguientes puestos en las Grandes Vueltas:
| Carrera | Carrera         | 2008 | 2009 | 2010 | 2011 | 2012 | 2013 | 2014 | 2015 | 2016 | 2017 | 2018 | 2019 | 2020 | 2021 | 2022 |
| ------- | --------------- | ---- | ---- | ---- | ---- | ---- | ---- | ---- | ---- | ---- | ---- | ---- | ---- | ---- | ---- | ---- |
|         | Giro de Italia  | —    | —    | —    | 10.º | 10.º | —    | —    | 17.º | 25.º | —    | 17.º | 17.º | —    | 25.º | —    |
|         | Tour de Francia | —    | —    | —    | —    | —    | 12.º | 18.º | —    | 17.º | 14.º | 23.º | —    | Ab.  | —    | —    |
|         | Vuelta a España | —    | —    | 10.º | 10.º | —    | 23.º | 12.º | 8.º  | —    | 16.º | —    | 10.º | 13.º | 31.º | —    |

—: no participa

Ab.: abandono

### Clásicas y Campeonatos
| Carrera                 | Carrera                 | 2008 | 2009 | 2010  | 2011 | 2012 | 2013 | 2014 | 2015 | 2016 | 2017 | 2018 | 2019 | 2020 | 2021 | 2022 |
| ----------------------- | ----------------------- | ---- | ---- | ----- | ---- | ---- | ---- | ---- | ---- | ---- | ---- | ---- | ---- | ---- | ---- | ---- |
| Amstel Gold Race        | Amstel Gold Race        | —    | —    | 50.º  | —    | —    | —    | —    | —    | —    | —    | —    | —    | X    | —    | —    |
| Flecha Valona           | Flecha Valona           | —    | —    | 128.º | —    | —    | —    | —    | —    | —    | —    | —    | —    | —    | —    | —    |
|                         | Lieja-Bastoña-Lieja     | —    | —    | 105.º | —    | 69.º | —    | —    | —    | —    | —    | 42.º | —    | —    | 75.º | —    |
| Clásica San Sebastián   | Clásica San Sebastián   | —    | —    | —     | —    | —    | 4.º  | 4.º  | —    | 24.º | 22.º | 25.º | —    | X    | 52.º | 58.º |
| EuroEyes Classics       | EuroEyes Classics       | —    | —    | 81.º  | —    | 65.º | —    | —    | —    | —    | —    | —    | —    | X    | X    | —    |
| Bretagne Classic        | Bretagne Classic        | —    | —    | —     | —    | 55.º | —    | —    | —    | —    | —    | —    | —    | —    | —    | —    |
| Gran Premio de Quebec   | Gran Premio de Quebec   | X    | X    | —     | —    | 95.º | —    | —    | —    | 31.º | —    | —    | —    | X    | X    | —    |
| Gran Premio de Montreal | Gran Premio de Montreal | X    | X    | —     | —    | Ab.  | —    | —    | —    | 61.º | —    | —    | —    | X    | X    | —    |
|                         | Giro de Lombardía       | —    | —    | 7.º   | Ab.  | 32.º | —    | —    | 6.º  | Ab.  | 8.º  | 15.º | 36.º | Ab.  | 18.º | Ab.  |
| Mundial en Ruta         | Mundial en Ruta         | —    | —    | —     | —    | —    | —    | —    | —    | —    | —    | 13.º | —    | —    | —    | —    |
| España en Ruta          | España en Ruta          | —    | 43.º | —     | —    | —    | 30.º | —    | —    | —    | —    | —    | —    | —    | —    | 32.º |

—: no participa

Ab.: abandono

X: No se disputó

## Equipos
- Orbea-Oreka SDA (2008)
- Euskaltel-Euskadi (2009-2012)
- Euskaltel Euskadi (2013)
- Team Sky (2014-2017)
- Mitchelton/BikeExchange (2018-2021)
  - Mitchelton-Scott (2018-2020)
  - Team BikeExchange (2021)
- Caja Rural-Seguros RGA (2022)